# The Paramour Sessions
The Paramour Sessions ist das vierte Major-Label-Album der kalifornischen Rockband Papa Roach. Es wurde am 8. September 2006 veröffentlicht. Der Name des Albums kommt von dem Studio „Paramour Mansion“, wo das Album entstanden ist. Es ist der Nachfolger des 2004 erschienenen Albums Getting Away with Murder.

## Konzept
Gegenüber den Vorgängeralben hat sich der Musikstil recht stark geändert. So hat das Album einen dunkleren Ton und ist insgesamt etwas ruhiger, auch sind die meisten Songs eher dem Alternative Rock als dem Nu Metal zuzuordnen. Die Texte handeln unter anderem von Selbstmord („Time Is Running Out“ und „Roses on My Grave“, das Shaddix seinem Großvater widmete, der 2006 Selbstmord beging), Drogen („Forever“), Liebe („The World Around You“, „No More Secrets“) und Fehler im Leben („What Do You Do?“).

## Chartplatzierungen
The Paramour Sessions debütierte auf Rang 16 der US-Charts mit 37.000 verkauften Kopien.

## Sonstiges
- Bei dem Song To Be Loved handelte es sich um den Theme-Song von WWE RAW.

## Titelliste
1. ...To Be Loved – 3:01
2. Alive (N’ Out Of Control) – 3:22
3. Crash – 3:21
4. The World Around You – 4:35
5. Forever – 4:06
6. I Devise My Own Demise – 3:36
7. Time Is Running Out – 3:23
8. What Do You Do? – 4:22
9. My Heart Is a Fist – 4:58
10. No More Secrets – 3:15
11. Reckless – 3:34
12. The Fire – 3:29
13. Roses on My Grave – 3:13

- Scars (von Live & Murderous in Chicago) (UK Bonus Track)
- SOS (UK & U.S. Bonus Track) – 2:42
- Scars (Spanische Version) (Mexico Bonus Track)
- The Addict (iTunes Store Bonus Track) – 3:27

## Singles
- ...To Be Loved
- Forever

## Auszeichnungen für Musikverkäufe
| Land/Region               | Auszeichnungen für Musikverkäufe (Land/Region, Auszeichnung, Verkäufe) | Verkäufe |
| ------------------------- | ---------------------------------------------------------------------- | -------- |
| Vereinigte Staaten (RIAA) | Gold                                                                   | 500.000  |
| Insgesamt                 | 1× Gold ·                                                              | 500.000  |